# Rue du Val-d'Osne
La  rue du Val d’Osne  est une voie de Saint-Maurice.

## Situation et accès
Cette avenue orientée nord-sud relie la place Jean-Jaurès face au moulin de la Chaussée à l’avenue de Gravelle.
La rue comprend deux virages en montée au départ de la place Jaurès pour accéder au plateau puis son profil est plat et son tracé rectiligne jusqu'à l'avenue de Gravelle.
La rue est en sens unique de l'avenue de Gravelle à la place Jean-Jaurès et comprend un double sens cyclable.
La station de métro la plus proche est  Charenton-Écoles de la ligne 8.

## Origine du nom
Cette rue perpétue le souvenir de l’ancien couvent du Val d’Osne qui s’étendait le long de l'actuelle rue du Maréchal-Leclerc de la place Jaurès jusqu’au-delà de la Mairie. 

## Historique
L’origine de la rue est un très ancien chemin qui reliait la chaussée de Charenton à Saint-Maur (actuelle rue du Maréchal-Leclerc  dont le tronçon de l'actuelle place Jean-Jaurès à l'église était avant le début du XVIIIe siècle dans l'axe de l'impasse du Val-d'Osne, plus éloigné de la Marne) à Saint-Maur au village de Saint-Mandé. Cette voie - longeait le mur d’enceinte du bois de Vincennes qui faisait partie du domaine royal puis national jusqu'à sa rétrocession à la Ville de Paris en 1861. Ce chemin doublait celui dans l’axe du pont de Charenton. Les deux voies se rejoignaient à l’entrée de ce village de Saint-Mandé.
À la suite de l’acquisition par la Ville de Paris en 1861 des terrains de la plaine de Bercy pour étendre le bois de Vincennes à l’ouest et le transformer en promenade publique, le mur d'enceinte est supprimé et l’avenue de Gravelle est créée en lisière sud de la partie aménagée. Subséquemment à cet aménagement, la partie nord de la voie disparait à l’intérieur de l'espace vert étendu. La route du Parc dans le prolongement de la rue est ouverte sur un tracé différent de celui, rectiligne de l'ancienne voie.

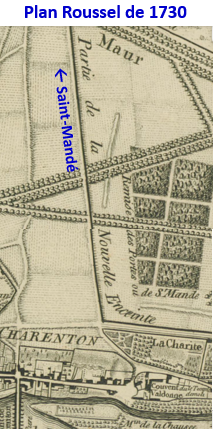
Chemin du moulin de la Chaussée à St-Mandé sur plan Roussel 1730
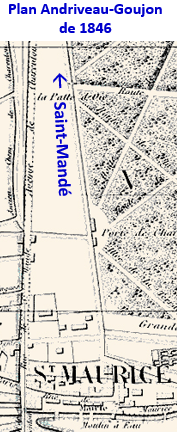
Chemin du moulin de la Chaussée à St-Mandé sur plan Andriveau-Goujon de 1846
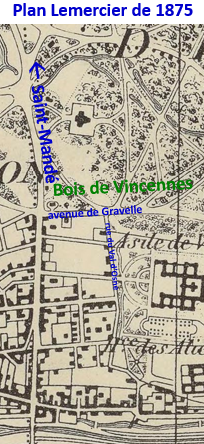
Rue du Val d'Osne sur plan Lemercier de 1875

## Édifices remarquables
- À l’angle de la rue du Maréchal-Leclerc (place Jean-Jaurès), emplacement du premier lieu de culte protestant autorisé en région parisienne et d'un ancien cimetière protestant[1], où l'on  a retrouvé la tombe de Thomas Craven. Détruit en 1685, il a été reconstruit en 1889 rue Guérin à Charenton-le-Pont. Ce site fut celui du couvent du Val d’Osne de 1701 à 1790 après la destruction du temple en 1685.
- Église Saint-André
- Une des entrées de l’Hôpital Esquirol
- Au no 41, immeuble d'architecture Art nouveau recensé à l'Inventaire général du patrimoine culturel[2]
- Au no 53, maison recensée à l'Inventaire général du patrimoine[3]
- Au no 61 (angle de l’avenue de Gravelle), immeuble recensé à l'Inventaire général du patrimoine[4]

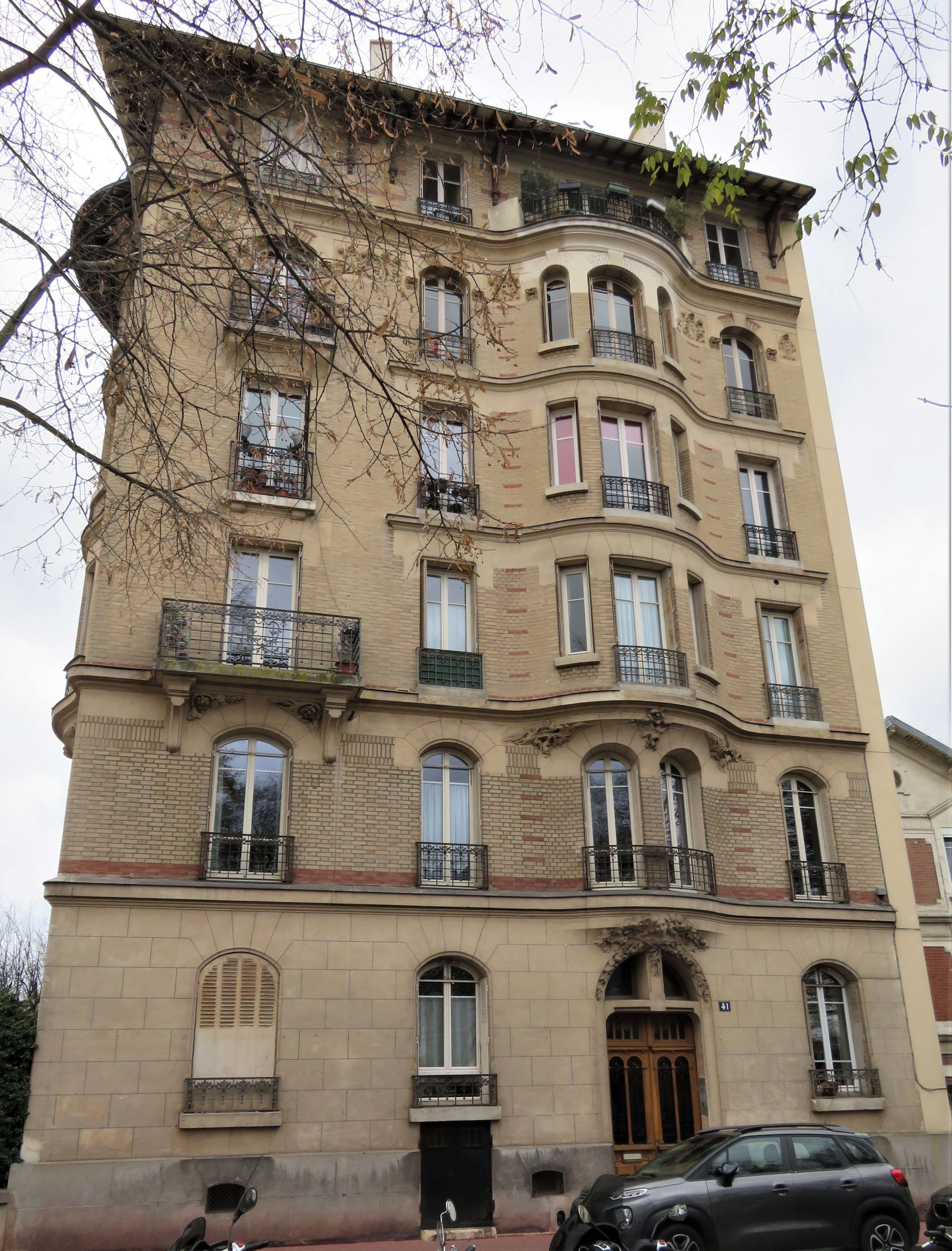
Immeuble du  numéro 41
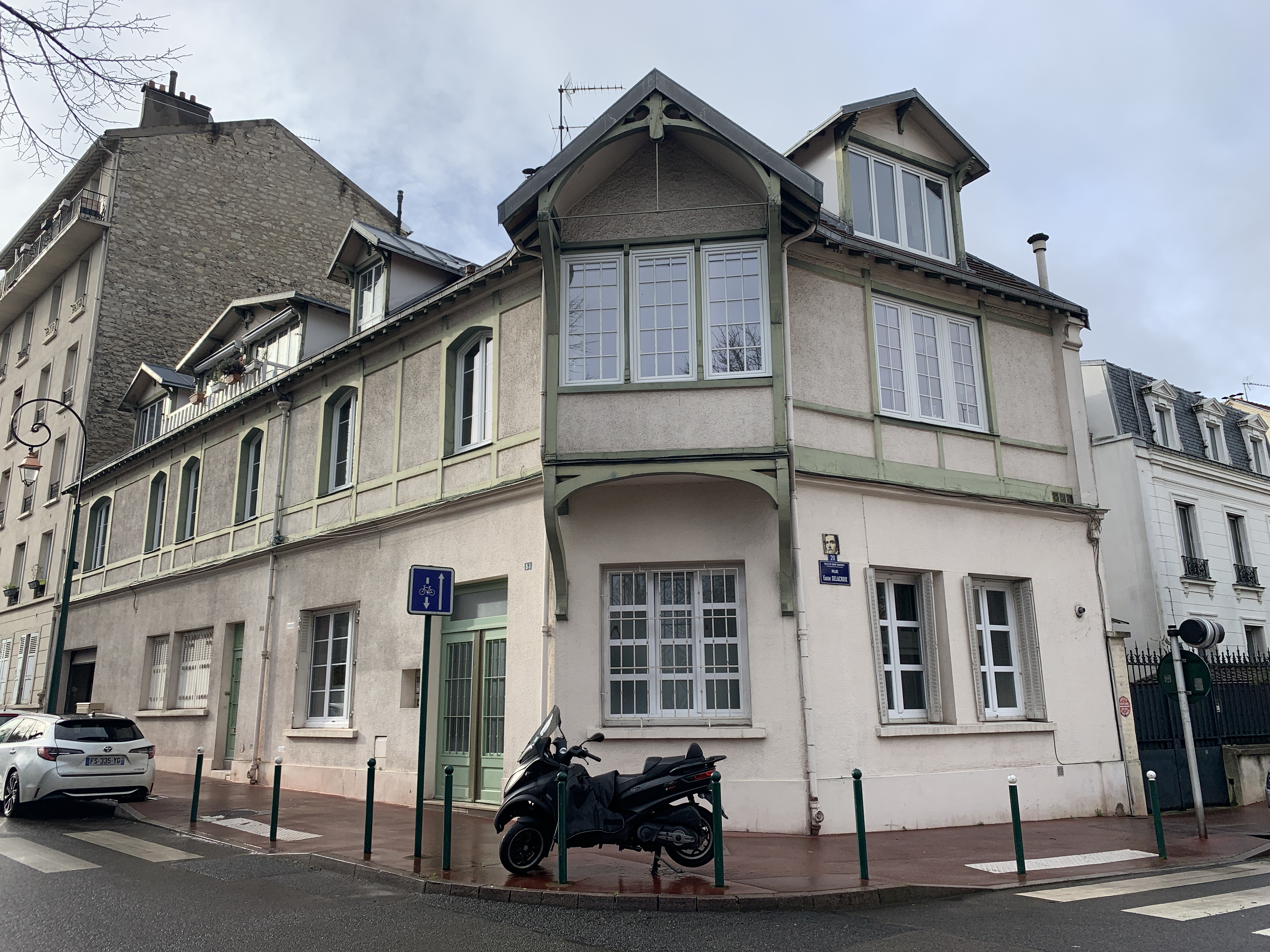
Maison du numéro 53
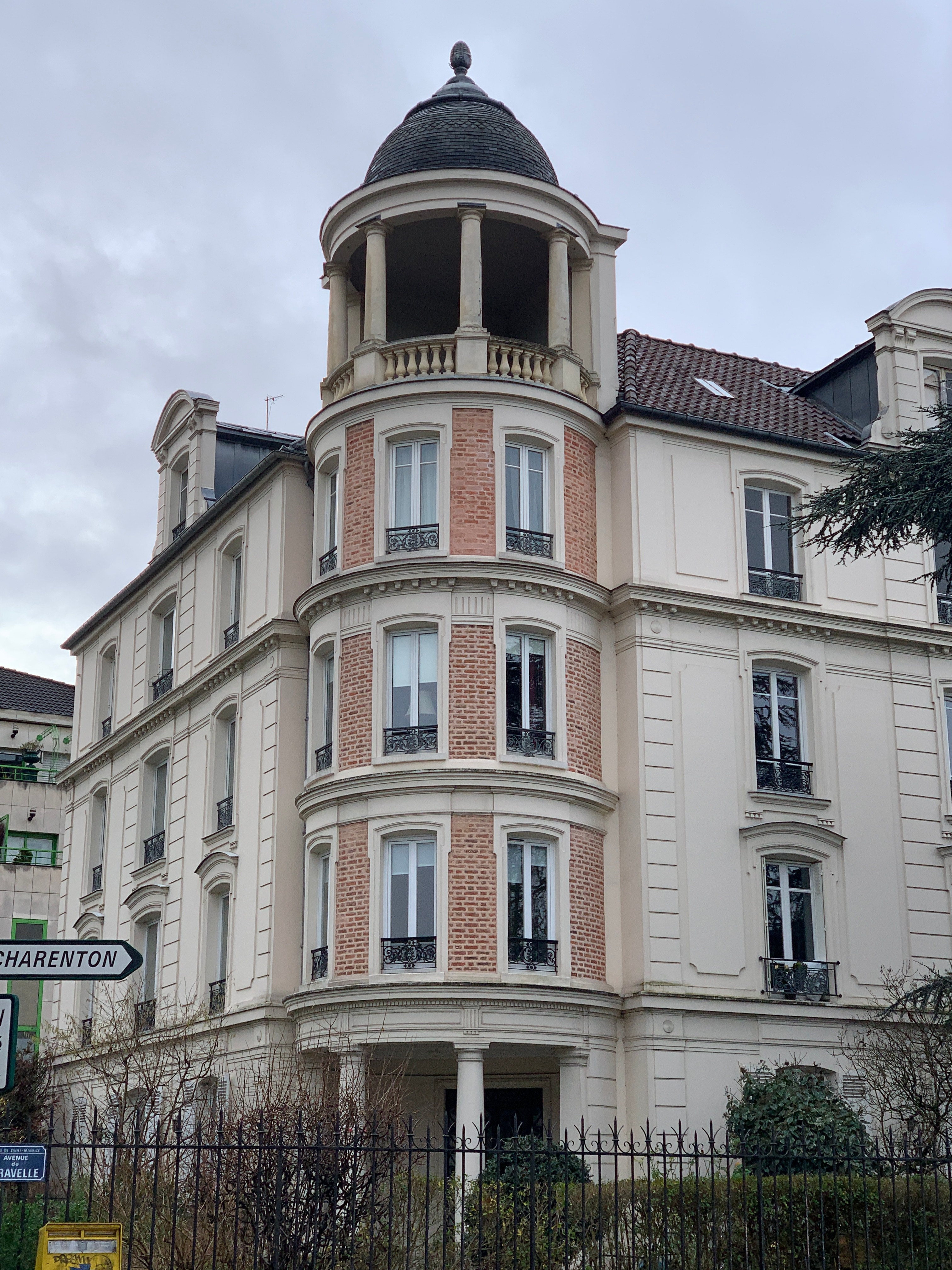
Immeuble du numéro 61